# Ginger Baker
Ginger Baker, pseudonimo di Peter Edward Baker (Londra, 19 agosto 1939 – Canterbury, 6 ottobre 2019), è stato un batterista britannico.
Ha fatto parte di diversi gruppi inglesi, raggiungendo la massima popolarità con i Cream.
Nel 1991 è stato inserito nella Hollywood Rock Walk of Fame.

## Biografia

### I primi passi
Il giovane Baker, soprannominato “Ginger” per via della sua chioma rossa, mostrò da piccolo uno spiccato interesse per le corse in bicicletta, interesse che attorno ai quindici anni si spostò verso la musica, in particolare per il jazz. Era ancora studente di scuola quando cominciò col suo primo strumento, la tromba, e seguì lezioni di teoria musicale e di solfeggio. Spostata l'attenzione dai fiati alle percussioni, il suo modello divenne il percussionista jazz Phil Seaman, considerato il miglior batterista sulla scena inglese degli anni cinquanta. Un vero talento naturale, Ginger Baker si ispirò a Seaman condendo la propria tecnica strumentale di forza e aggressività generata dall'indole ribelle che lo caratterizzava; e già a sedici anni partecipò al suo primo tour.

### La carriera
Dopo aver suonato in diverse jazz band dell'epoca, fra le quali quella di Terry Lightfoot e quella di Acker Bill, fece convergere il proprio interesse musicale in direzione del British Blues, approdando alla scuola di Alexis Korner. Fu chiamato dal celebre bluesman britannico e da Cyril Davies a suonare nel loro gruppo Blues Incorporated, dove Baker fece la conoscenza del sassofonista e organista Graham Bond, di un giovane bassista, Jack Bruce, e di un virtuoso del sassofono Dick Heckstall-Smith, musicisti – in particolare i primi due – che avrebbero giocato un ruolo fondamentale nella sua vita musicale. Baker, Bruce e Bond, fuoriusciti dal gruppo di Korner, nel 1963 formarono assieme a Heckstall-Smith la Graham Bond Organization, una formazione di jazz-blues che acquistò una grande reputazione fra gli appassionati del genere soprattutto per l'alto livello delle esecuzioni dal vivo.

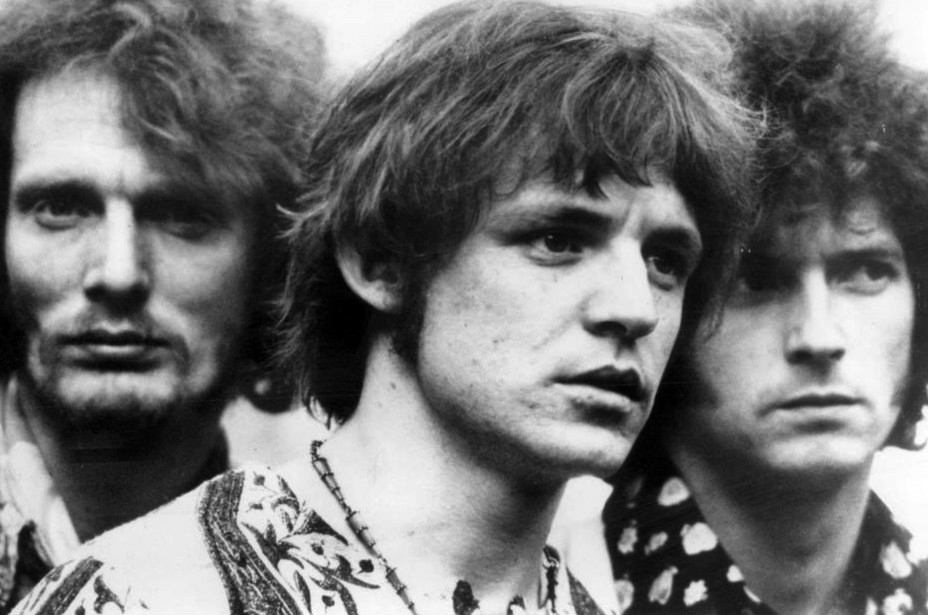
I Cream – da sinistra: Baker, Jack Bruce, Eric Clapton.

Esaurita l'esperienza con la Graham Bond Organization a metà degli anni sessanta, Ginger Baker andò in cerca di altri approdi. Avendo avuto modo di seguire da vicino il gruppo radunato attorno all'altro grande bluesman inglese, John Mayall, ed essendo rimasto impressionato dall'emergente chitarrista Eric Clapton, gli propose di mettere su un gruppo al quale si aggregò un terzo elemento di grande valore di cui entrambi avevano conosciuto le capacità, il bassista Jack Bruce. Il gruppo che nacque dall'incontro dei tre si chiamò “Cream” e in breve diventò un fenomeno musicale e culturale che presto scalò le classifiche; i concerti live diedero modo a Baker di esibirsi in lunghi assolo e diventare un modello per la schiera di batteristi a lui contemporanei e di quelli che allora muovevano i primi passi. I Cream non potevano durare a lungo a causa delle tre personalità estremamente spiccate che spesso avevano difficoltà a convivere (specie Baker e Bruce) e si sciolsero nel 1968.
L'esperienza successiva fu con il supergruppo dei Blind Faith che annoverava anche Eric Clapton, Rick Grech al basso e l'appena ventenne ma già navigato Steve Winwood. L'avventura durò solo sette mesi, e dai cocci del supergruppo sorse la Ginger Baker's Air Force, una formazione di dieci elementi che mescolava blues, jazz, rock e musica etnica africana e in cui il batterista si ricongiungeva con Graham Bond e accoglieva quel Phil Seaman che era stato la sua ispirazione giovanile. Ma anche questa esperienza non durò più di un anno. Baker volle studiare da vicino la musica africana e si recò in Nigeria, dove ebbe modo di incrociare Fela Kuti e Paul McCartney che in quel periodo incideva a Lagos Band on the Run, e da quegli anni in poi il batterista visse una serie di esperienze in sodalizi con musicisti vari, fra i quali il chitarrista Adrian Gurvitz e il bassista Bill Laswell.

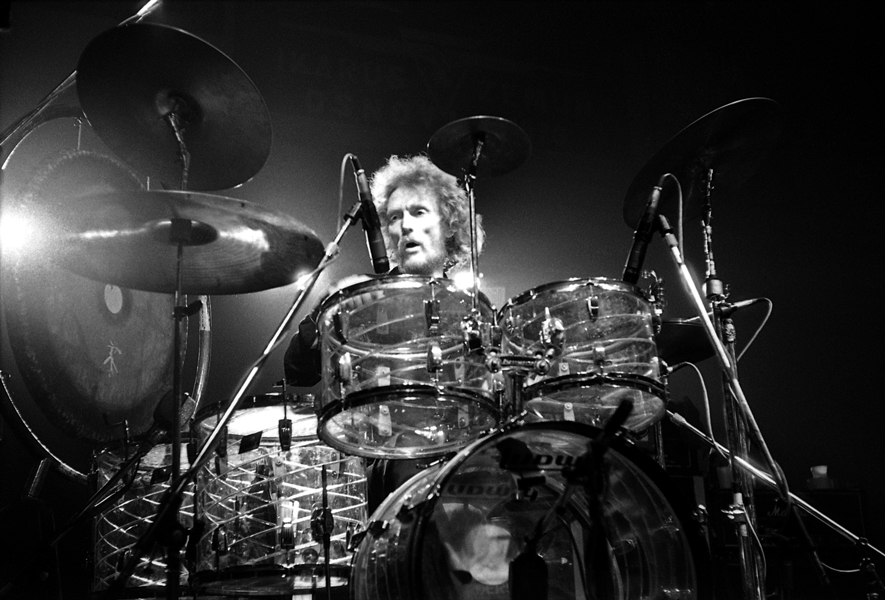
Ginger Baker nel 1980.

Durante la prima metà degli anni ottanta ebbe un periodo di stacco e si rifugiò in una fattoria italiana, in Toscana vicino al paese di Larciano (PT). Si esibì al Pistoia Blues Festival del 1984 in un concerto in onore di Alexis Korner insieme al chitarrista dei Led Zeppelin Jimmy Page. Tornò poi a incidere assieme a musicisti inglesi, americani e africani.
La riemersione in grande stile si ebbe nel 1994, anno in cui incise un pregevole album, Going Back Home, affiancato dal bassista Charlie Haden e dal chitarrista Bill Frisell; successivamente, con il gruppo BBM, assieme a Bruce e al chitarrista Gary Moore volle ripercorrere i territori musicali che trent'anni prima erano stati battuti dai Cream.
Trasferitosi negli Stati Uniti a metà degli anni novanta, si unì al trombettista Ron Miles; insieme a lui nel 1997 registrò Coward of the Country, con una formazione base che comprendeva – oltre a Baker e Miles – Fred Hess ai sassofoni, Eric Gunnison al pianoforte e Artie Moore al basso. Nel 2005 si esibì alla Royal Albert Hall in una serie di concerti con Bruce e Clapton per una storica reunion dei Cream.
Nel 2016 per gravi problemi al cuore Baker era stato costretto ad annullare tutti i suoi impegni: "Questo vecchio batterista non farà più concerti, tutto cancellato. Fra tutte le cose che potevano accadere non avrei mai pensato al mio cuore", aveva scritto sul suo blog, con un pizzico di desolazione. Pochi giorni dopo, si era mostrato più ottimista: "Il medico dice che mi farà tornare a suonare" ma nel settembre 2019 fu ricoverato in ospedale in condizioni critiche e morì il 6 ottobre, a 80 anni.

## Stile ed equipaggiamento
Baker ha citato Phil Seamen, Art Blakey, Max Roach, Elvin Jones, Philly Joe Jones e Baby Dodds come principali influenze sul suo stile.  Sebbene fosse generalmente considerato un allievo di Seamen, Baker ha affermato di essere stato in gran parte autodidatta e di aver suonato solo alcuni esercizi con Seamen. 
Le prime performance di Baker attirarono l'attenzione sia per la sua musicalità che per la sua spettacolarità. Mentre divenne famoso durante il suo periodo con i Cream per le sue performance selvagge, imprevedibili e sgargianti che erano spesso viste in una vena simile a quella di Keith Moon dei The Who, Baker impiegava anche frequentemente uno stile di performance molto più sobrio e diretto influenzato dai gruppi jazz britannici che aveva ascoltato tra la fine degli anni '50 e l'inizio degli anni '60. Sebbene sia solitamente classificato come un "batterista rock", Baker stesso preferiva essere visto come un batterista jazz, o semplicemente come "un batterista". 
Insieme a Moon, Baker è stato accreditato come uno dei primi pionieri della batteria a doppia cassa nel rock . Ricordava che nel 1966 iniziò ad adottare due grancasse nel suo equipaggiamento dopo che lui e Moon avevano visto il batterista Sam Woodyard a un concerto di Duke Ellington . 
Secondo Baker:
Ogni batterista che abbia mai suonato per Duke Ellington suonava una batteria a doppia cassa. Sono andato a un concerto di Duke Ellington nel 1966 e Sam Woodyard suonava con Duke e suonava dei tom-tom incredibili e due grancasse, alcune delle quali uso ancora oggi e sapevo che dovevo procurarmi una batteria a due grancasse. Keith Moon era con me a quel concerto e ne stavamo parlando e lui è andato dritto alla Premier e ha comprato due batterie che ha messo insieme. Ho dovuto aspettare che Ludwig mi facesse una batteria, cosa che hanno fatto, secondo le mie specifiche. Così Moonie ha avuto la batteria a due grancasse alcuni mesi prima di me
Baker faceva uso di sincopi e di modelli di piatti ride caratteristici del bebop e di altre forme avanzate di jazz, così come la frequente applicazione di ritmi africani . 
Nei suoi primi giorni, sviluppò quello che sarebbe poi diventato l'archetipo del rock drum solo, con l'esempio più noto che è lo strumentale di cinque minuti " Toad " dall'album di debutto dei Cream Fresh Cream (1966). Baker fu uno dei primi batteristi a muovere il piede sinistro tra il pedale sinistro della grancassa e il pedale del charleston per creare varie combinazioni. In modo un po' atipico, Baker montò tutti i tom-tom sulla sua batteria in verticale, con i fusti dei tamburi perpendicolari al pavimento, al contrario della pratica più comune di inclinare i tom del rack verso il musicista. 
Il kit più recente di Baker è stato realizzato da Drum Workshop . Ha utilizzato Ludwig Drums fino alla fine degli anni '90. Tutti i suoi piatti sono stati realizzati da Zildjian; il piatto ride rivet da 22 pollici e gli hi-hat da 14 pollici che ha utilizzato erano gli stessi che ha utilizzato durante gli ultimi due tour dei Cream nel 1968.

## Discografia

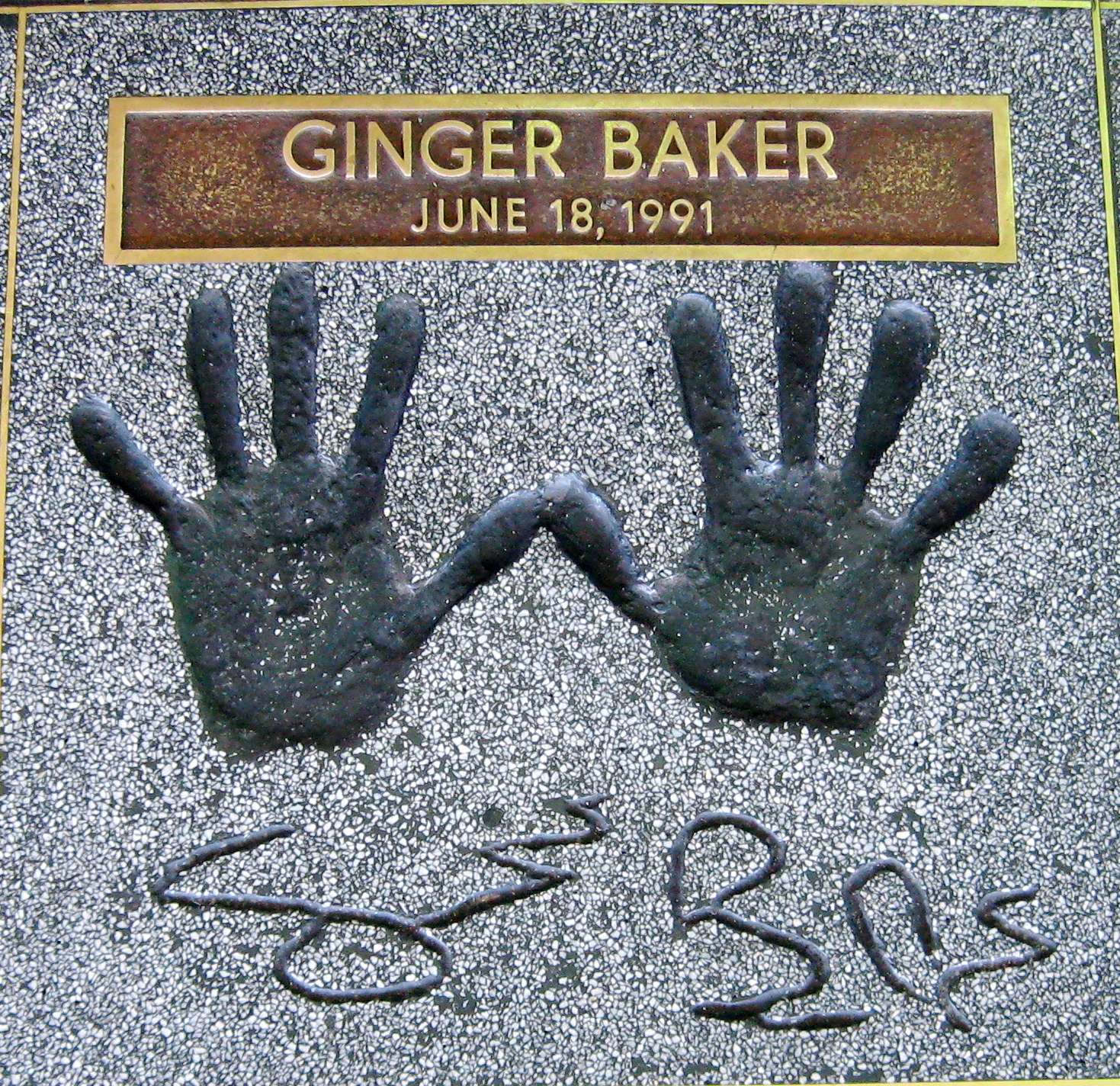
Le impronte delle mani di Ginger Baker nella Hollywood Rock Walk of Fame.

### The Storyville Jazz Men and The Hugh Rainey Allstars
- Storyville Re-Visited (1958) also featuring Bob Wallis and Ginger Baker

### Con il Graham Bond Quartet
- 1961 Roarin' with Don Rendell (Jazz)
- 1964 Live at Klooks Kleek
- 1965 The Sound of 65

### Con i Cream
- 1966 - Fresh Cream
- 1967 - Disraeli Gears
- 1968 - Wheels of Fire
- 1969 - Goodbye
- 1970 - Live Cream vol. 1
- 1972 - Live Cream vol. 2
- 2005 - Royal Albert Hall, London, May 2-3, 5-6, 2005

### Con i Blind Faith
- 1969 - Blind Faith

### Con i Ginger Baker's Air Force
- 1970 - Ginger Baker's Air Force
- 1970 - Ginger Baker's Air Force II

### Con Fela Kuti
- 1971 - Live! Fela Ransome-Kuti and The Africa '70 with Ginger Baker

### Come Ginger Baker
- 1972 - Stratavarious
- 1976 - Ginger Baker & Friends
- 1983 - From Humble Oranges
- 1984 - Going Back Home
- 2014 - Why?

### Come Baker Gurvitz Army
- 1974 - Baker Gurvitz Army
- 1975 - Elysian Encounter
- 1976 - Hearts on Fire

### Come Ginger Baker & Friends
- 1977 - Eleven Sides of Baker

### Con gli Hawkwind
- 1980 - Levitation

### Come Ginger Baker's Nutter
- 1981 - Ginger Baker Live
- 1987 - In Concert

### Come Ginger Baker and Material
- 1986 - Horses & Trees
- 1990 - Middle Passage

### Con i Masters of Reality
- 1993 - Sunrise on the Sufferbus

### Con i BBM
- 1994 - Around the Next Dream